# Raphaël Miceli
Raphaël Miceli est un joueur et entraîneur de football belge né le 30 avril 1976 à Liège. Il évoluait comme milieu offensif gauche.

## Biographie
Né à Rocourt, il commence son apprentissage à l'US Montagnarde.
À l'âge de neuf ans, il est repéré par Francis Nicolay, alors coordinateur des jeunes au FC Sérésien. Il y fera toutes ses classes jusqu'au noyau Espoirs puis en équipe première. En 1995,Il débute en Division 1 sous la houlette de Manu Ferrera. La fusion avec le Standard de Liège devient effective la saison suivante et il sera intégré au noyau professionnel.
En 1997, malgré des sollicitations en Belgique et devant le refus du Standard de Liège de le prêter à des clubs concurrents, il choisit l'exil en France à Strasbourg. Son intégration est instantanée et il devient rapidement titulaire. Auteur d'une belle campagne européenne avec des confrontations contre les Glasgow Rangers, Liverpool et l'Inter de Milan, il est la cible de la Sampdoria de Gênes. Strasbourg refuse le transfert.
Ensuite, il connaîtra de nombreux pépins physiques qui le contraindront à changer de clubs. Le Havre, Alost (D1 belge), FC Liège (D2 belge), Verviers (D3 belge puis Promotion), Spa (Promotion), La Calamine (D3 belge) et enfin RRC Hamoir (Promotion et D3 Belge)
En 2010, il est nommé entraîneur du RRC Hamoir, club de Promotion (D4 belge) en remplacement de Luc Eymael en cours de saison. Il parvient à maintenir le club en Promotion. La saison suivante, il reprend comme joueur sous les ordres de Stéphane Huet.
Fin 2012, à la suite de la démission de ce dernier, il retrouve son poste d'entraineur.